# Centro Común de Investigación
El Centro Común de Investigación más conocido por JRC (en inglés Joint Research Centre), es una Dirección General de la Comisión Europea, ubicada en Bruselas (Bélgica), que se encarga de proporcionar asesoramiento científico y técnico a la Comisión Europea y a los Estados de la Unión Europea (UE) en apoyo a sus políticas.
El actual comisario (Educación, Cultura, Juventud y Deporte) es Mariya Gabriel, y el director general es Stephen Quest. El Centro Común de Investigación cuenta con seis sedes repartidas en seis países: Ispra (Italia), Bruselas (Bélgica), Geel (Bélgica), Karlsruhe (Alemania), Petten (Países Bajos) y Sevilla (España).

## Objetivo
El CCI ha pasado de ser una institución centrada puramente en la investigación nuclear y  se ha convertido en una organización dedicada al apoyo de políticas de la Unión Europea. El objetivo oficial del JRC, según indican en un comunicado oficial, es:
"La misión del JRC es proporcionar soporte científico y técnico personalizado para la concepción, desarrollo, implementación y seguimiento de las políticas de la UE. Como un servicio de la Comisión Europea, el JRC funciona como un centro de referencia de ciencia y tecnología para la Unión. Próximo a los procesos de tomas de decisiones políticas, sirve al interés común de los estados miembros, manteniéndose independiente del interés partidista, ya sea privado o nacional."

### Ámbitos de estudio

#### Generales
- Agricultura y seguridad alimentaria.
- Unión Económica y Monetaria.
- Energía y Transporte.
- Cambio climático y Medio Ambiente.
- Salud y Protección al Consumidor.
- Sociedad de Información
- Crecimiento e Innovación
- Protección y Seguridad Nuclear.
- Protección y Seguridad.
- Estándares.

#### Regionales
- Energías renovables.
- Modelos de energía tecno-económica.
- Células de Hidrógeno.
- Carburantes alternativos.
- Eficiencia energética.

## Estructura
La estructura organizativa fue objeto de una reorganización importante en el año 2016, eliminando el concepto de "institutos" y sustituyéndolo por direcciones, repartidas entre las distintas sedes (en algunos casos las direcciones, divididas en unidades, cuentan con personal en distintas sedes).

### Organigrama
- Tibor Navracsics. Comisario Europeo (Bruselas)
  - Vladimir Šucha. Director general (Bruselas)
    - Krzysztof Maruszewski. (H) Gestión del Conocimiento (Ispra)
    - Xavier Troussard en funciones. (I) Competencias (Ispra)

  - Maive Rute. Director general adjunto de Soporte (Bruselas)
    - Maive Rute en funciones. (R) Recursos

  - Thomas Fanghänel. Consejero principal para la IV Generación
  - Delilah Al Khudhairy. (A) Programa de Coordinación Estratégica y Laboral (Bruselas)
  - Charlina Vitcheva. Directora general Adjunta de Producción de Conocimientos (Bruselas)
    - Luis Delgado Sancho en funciones. (B) Crecimiento e Innovación (Sevilla)
    - Piotr Szymanski. (C) Energía, Transporte y Clima (Petten)
    - Giovanni de Santi. (D) Recursos sostenibles (Ispra)
    - Dan Chirondojan. (E) Espacio, Seguridad y Migración (Ispra)
    - Elke Anklam. (F) Salud, Consumo y Materiales de Consulta (Geel)
    - Maria Betti. (G) Precaución y Seguridad Nuclear (Karlshure)

### Sedes
El Centro Común de Investigación cuenta con seis sedes en cinco países, las cuales son:
- Bruselas (Bélgica )
  - Oficinas generales. Rue du Champ de Mars, 21 - 1050 Bruselas.
- Geel (Bélgica )
  - Instituto de investigación. Retieseweg, 111 - B-2440 Geel.
- Ispra (Italia )
  - Campus científico. Via Enrico Fermi 2749 - I-21027 Ispra.
- Karlsruhe (Alemania )
  - Edificio de investigación. KIT Campus Nord del Instituto Tecnológico de Karlsruhe.
- Petten (Países Bajos )
  - JRC Petten. Westerduinweg, 3 - NL-1755 LE Petten.
- Sevilla (España ):
  - JRC Sevilla.